# Garageswarapura, Magadi
Garageswarapura là một làng thuộc tehsil Magadi, huyện Ramanagara, bang Karnataka, Ấn Độ.